# Großsteingräber bei Heine
Die Großsteingräber bei Heine sind zwei Grabanlagen der jungsteinzeitlichen Trichterbecherkultur nahe der zur Gemeinde Hagen im Bremischen gehörenden Ortschaft Heine im Landkreis Cuxhaven an der Grenze zur Gemeinde Schwanewede im niedersächsischen Landkreis Osterholz. Sie tragen die Sprockhoff-Nummern 625 und 626.

## Lage
Die beiden Gräber liegen südwestlich von Heine im Forst Düngel, etwa 500 m nördlich des Standortübungsplatzes Garlstedt. Grab 2 liegt 25 m südlich von Grab 1. In der näheren Umgebung gibt es mehrere weitere Großsteingräber. So befinden sich nördlich und westlich in Entfernungen zwischen 1,3 und 2,4 km die vier Großsteingräber bei Lehnstedt und 1,7 km westlich das Großsteingrab Meyenburg.

## Beschreibung

### Grab 1

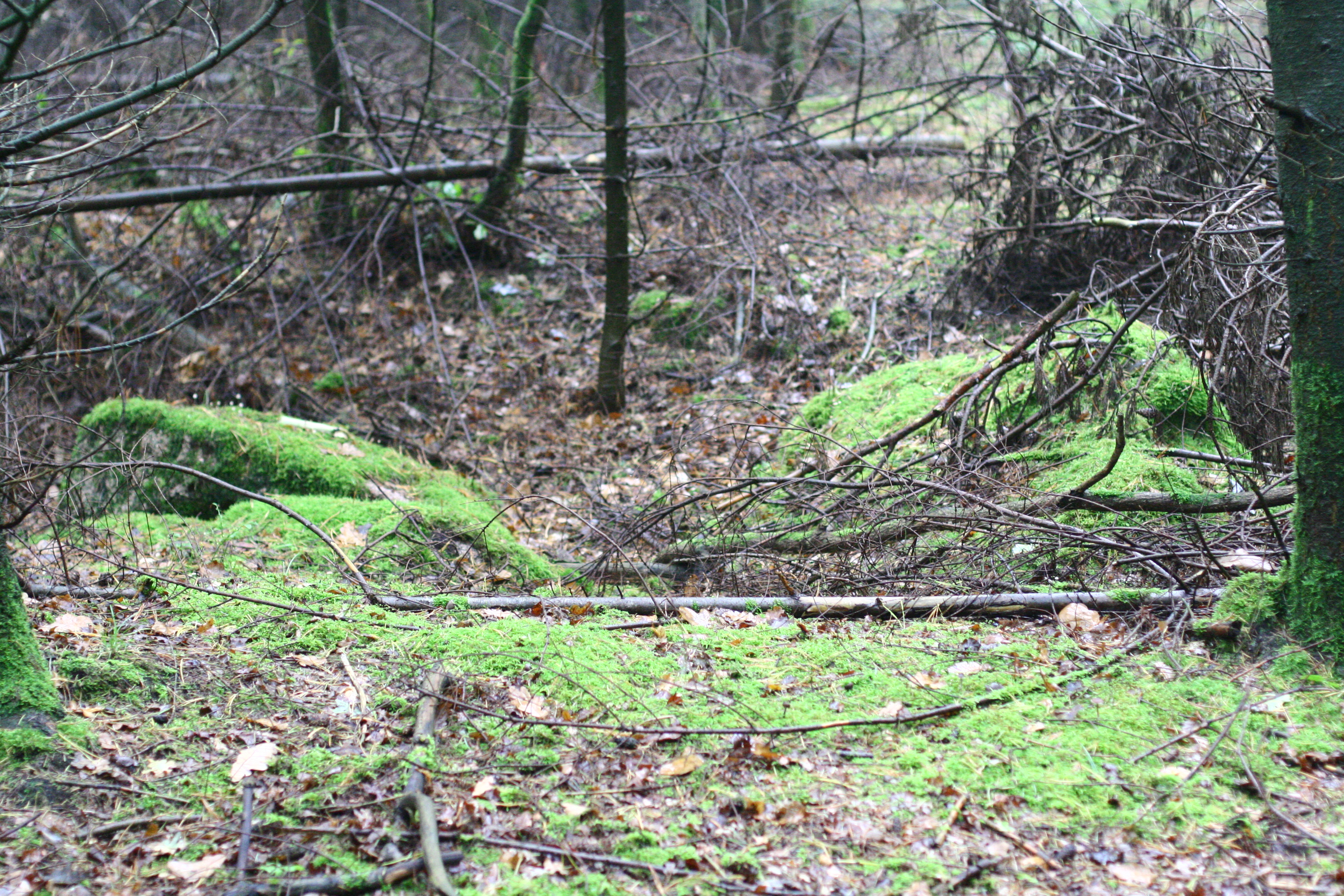
Großsteingrab Heine 1

Die Anlage besitzt eine nord-südlich orientierte Grabkammer, die wohl noch zum größten Teil vom flachen Erdreich überdeckt ist. Nur wenige Bruchstücke ragen heraus und geben keinen detaillierten Aufschluss über den genauen Aufbau des Grabes. Bei einem großen, im Süden gelegenen Stein dürfte es sich um einen Deckstein handeln. In seiner Mitte weist er ein Sprengloch auf.

### Grab 2

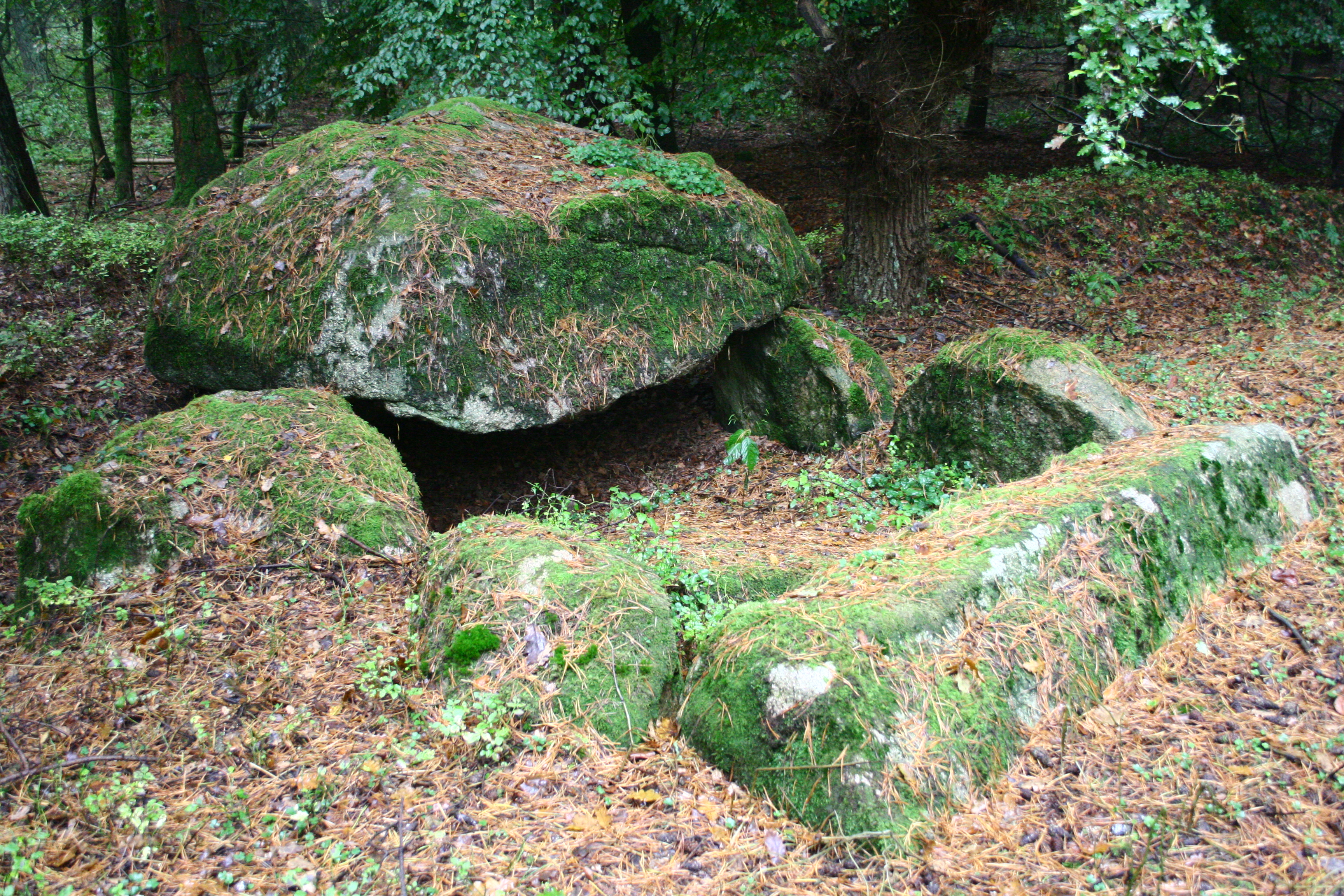
Großsteingrab Heine 2

Das Grab besitzt eine runde Hügelschüttung mit einem Durchmesser von etwa 13 m. In seiner Mitte befindet sich die nord-südlich orientierte Grabkammer, bei der es sich um einen erweiterten Dolmen handelt. Sie hat eine Länge von 4,2 m und eine Breite von 2,2 m. Die Kammer besaß in ihrem ursprünglichen Zustand drei Wandsteinpaare an den Langseiten, je einen Abschlussstein an den Schmalseiten und zwei große Decksteine. Das südliche Wandsteinpaar fehlt heute, alle anderen Wandsteine stehen aber noch in situ, wobei der mittlere Stein der östlichen Langseite aber leicht nach innen geneigt ist. Auch die beiden Decksteine sind noch vorhanden. Der südliche ruht noch in seiner ursprünglichen Position. Er hat eine Länge von 2,65 m, eine Breite von 2 m und eine Dicke von 1 m. Der zweite, etwas kleinere Stein ist ins Innere der Kammer gestürzt.
Der Bereich des Grabs steht als Naturdenkmal unter Schutz (ND 18 im Landkreis Osterholz).